# Magnoteuthis
Magnoteuthis Salcedo-Vargas & Okutani, 1994 è un genere di molluschi cefalopodi appartenente alla famiglia Mastigoteuthidae.

## Descrizione
L'aspetto generale dei membri del genere è simile a quello degli altri Mastigoteuthidae con pinne ampie, braccia ventrali assai più lunghe e spesse delle altre, tentacoli lunghissimi e sottili con clava tentacolare non espansa dotata di ventose estremamente piccole. In Magnoteuthis le pinne sono cuoriformi e hanno una base pari a circa il 65% della lunghezza del mantello. La clava tentacolare non è distinta dal resto del tentacolo se non per la presenza di ventose, piccolissime tanto da non essere visibili a occhio nudo e disposte in più di 25 serie. Non sono presenti denti sulle ventose. Sulla clava tentacolare sono presenti due fotofori, uno nella parte mediana (mano) e una su quella distale (dattilo) Le ventose delle braccia sono in due file che si riducono a una a metà lunghezza nel quarto braccio; le ventose più grandi sono nella parte basale o mediana delle braccia. Il grande fotoforo del seno oculare e quello sul globo oculare sono assenti e i piccoli fotofori tegumentali sono assenti o microscopici. Mancano anche i tubercoli cutanei.
A maturità il mantello misura circa 22 cm.

## Distribuzione e habitat
M. magna è diffusa in varie località oceaniche sparse nell'oceano Atlantico e, in misura minore, nel Pacifico, M. microlucens si conosce solo per le isole Hawaii e M. osheai per le acque neozelandesi.

## Tassonomia
Il genere comprende tre specie:
- Magnoteuthis magna Joubin, 1913
- Magnoteuthis microlucens Young, Lindgren & Vecchione, 2008
- Magnoteuthis osheai Braid & Bolstad, 2015

Magnoteuthis è stato lungamente considerato un sottogenere di Mastigoteuthis.